# 蛇夫座Y
蛇夫座Y，又名BD-06 4672，HD 162714、SAO 141926、HR 6661，是蛇夫座的一颗恒星，视星等为6.21，位于銀經20.6，銀緯10.12，其B1900.0坐标为赤經17h 47m 17s，赤緯-6° 10.12′ 9″。